# Dark horse (álbum de Nickelback)
Dark Horse es el sexto álbum de estudio de la banda de rock canadiense Nickelback lanzado el 18 de noviembre del 2008, y el día siguiente en Europa. Es el siguiente después de su disco multiplatino All the Right Reasons (2005).Fue coproducido por la banda y el ganador del Premio Grammy, productor y compositor Robert John "Mutt" Lange, famoso por trabajar con artistas como Foreigner, AC/DC, Bryan Adams, Def Leppard y Shania Twain. Dark Horse vendió 326.000 en su primera semana y debutó en el número 2 en los EE. UU. Más de un año después de su lanzamiento.El 9 de octubre, el álbum desde entonces ha estado allí durante 97 semanas consecutivas, en la posición de # 71. El álbum ha pasado 125 semanas consecutivas dentro del Billboard 200.

## Promociones y sencillos
El primer sencillo del álbum fue Gotta Be Somebody, lanzado para descargas digitales gratis en línea el 28 de septiembre de 2008 por un periodo limitado de 24 horas. If Today Was Your Last Day había sido planeado como el primer sencillo, pero se desechó la idea en el último minuto. La canción "Something in Your Mouth" llegó a estar disponible para su descarga en la tienda iTunes de Estados Unidos el 28 de octubre, y fue lanzado en la radio estadounidense como el segundo sencillo del álbum el 15 de diciembre. La canción fue un éxito en 2009 en muchos países. En Australia, fueron puestos al aire poco.
En enero de 2009, al incorporar el segundo sencillo del álbum (tercero en la general) fue lanzado: I'd Come For You con Nigel Dick habiendo hecho el video musical. Las canciones "Something in Your Mouth" y "Burn It to the Ground", escritas por Kroeger, fueron lanzadas sólo a las estaciones de radio de rock en diciembre de 2008 y mayo de 2009 respectivamente.
La edición exclusiva de Wal-Mart de Dark Horse incluía un enlace para descargar un MP3 para una interpretación de Nickelback de This Afternoon en Wal-Mart Soundcheck.
El álbum ganó numerosos premios en los premios Juno 2009, ganando tres de cinco premios nominaciones como "Álbum Rock del Año".
Dark Horse fue certificado platino por la Recording Industry Association of America (RIAA) el 9 de diciembre de 2008, apenas tres semanas después de su lanzamiento en Norteamérica. El álbum también se mantuvo en el top 20 en el Billboard 200 durante semanas después de su lanzamiento. El álbum fue certificado dos veces platino en abril de 2009, y en abril de 2010 había vendido más de 3 millones de copias en los EE. UU. Burn it to the Ground también fue nominada a la Mejor Interpretación de Hard Rock en los  52.ª entrega de los Premios Grammy  pero perdió frente a AC/DC con: "War Machine".El 13 de septiembre de 2010, el álbum volvió a entrar en la lista de álbumes en Alemania con el n.º 30, de 21 meses después de su debut y casi 6 meses después de su última entrada en las listas.

## Lista de canciones
Todas las letras escritas por Chad Kroeger, toda la música compuesta por Nickelback. 
| N.º   | Título                       | Duración |  |
| 1.    | «Something in Your Mouth»    | 3:38     |  |
| 2.    | «Burn It to the Ground»      | 3:28     |  |
| 3.    | «Gotta Be Somebody»          | 4:13     |  |
| 4.    | «I'd Come for You»           | 4:22     |  |
| 5.    | «Next Go Round»              | 3:43     |  |
| 6.    | «Just to Get High»           | 4:02     |  |
| 7.    | «Never Gonna Be Alone»       | 3:47     |  |
| 8.    | «Shakin' Hands»              | 3:39     |  |
| 9.    | «S.E.X.»                     | 3:52     |  |
| 10.   | «If Today Was Your Last Day» | 4:07     |  |
| 11.   | «This Afternoon»             | 4:34     |  |
| 43:38 |                              |          |  |

## Recepción
El álbum recibió de críticas mixtas a críticas negativas, que se muestran en un promedio de 49 sobre 100 en la revisión Metacritic. Sin embargo, recibió una crítica positiva y ganó el premio Juno por Álbum del Año, una categoría cuyos nominados son los cinco mejores lanzamientos de ventas canadienses de todo el año. A pesar de este reconocimiento, la recepción crítica del álbum ha sido sobre todo muy negativa.
El revisor Leah Greenblatt de Entertainment Weekly escribió: "Es difícil no disuadirse por las letras execrables de la primera canción del álbum "Something in Your Mouth"(la canción es básicamente kriptonita para las feministas)." PopMatters criticó el lanzamiento de la banda, dándole 3/10 y diciendo que era un paso por debajo de los discos anteriores: "Dark Horse se encuentra el grupo en un punto bajo creativo. Cada canción suena como un antiguo sencillo y Kroeger sólo una vez que despliega su fuerza previa de escribir canciones con el retrato del triste bastardo "Just To Get High". The Guardian calificó al álbum con un 1/5, siendo particularmente negativo de estilo cliché de la banda "La música de Nickelback reafirma cada cliché de sexo y estupidez que el Rock pueda ofrecer"
Rolling Stone le dio al álbum una crítica positiva, elogiando su producción. "Mutt" Lange aligera el triste Post-Grunge avanzando laboriosamente, aplicando brillo a la guitarra con las baladas.

## Certificaciones mundiales
- Estados Unidos: 2x Platino -certificado por la industria discográfica estadounidense solo a tres semanas de su lanzamiento.
- Canadá: 4x Platino[22]
- Australia: 2x Platino
- Nueva Zelanda: Oro
- Suiza: Oro[23]